# Малинк, Петр
Петр Ма́линк (в.-луж. Pětr Malink, 27 июля 1931 года, Лоза, Лужица, Германия — 28 августа 1984 года, Будишин, Германская Демократическая Республика) — лужицкий писатель, литературный критик, педагог, переводчик и драматург. Писал на верхнелужицком языке.

## Биография
Родился 27 июля 1931 года в серболужицкой деревне Лаз в семье лютеранского священнослужителя. С 1941 года по 1948 год проживал в Бескове, куда в 1941 году нацистскими властями был выслан его отец. В 1951 году окончил Серболужицкую высшую школу в Будишине, после чего стал преподавать немецкий и лужицкие языки. В 1955 году по политическим причинам переехал в деревню Минакал, где занимался педагогической деятельностью в Серболужицкой языковой школе. С 1960 года по 1976 год работал лектором в издательстве «Домовина». С 1963 года по 1968 год изучал культурологию в Университете имени Карла Маркса в Лейпциге. С 1976 года работал научным сотрудником в Институте серболужицкого народоведения (сегодня — Серболужицкий институт).
За свою литературную деятельность был удостоен дважды Литературной премии Домовины (1962, 1967) и премии имени Якуба Чишинского (1970).
Похоронен на Тухорском кладбище в Будишине.  

## Сочинения
- Rebel Jan Cuška, пьеса, 1957;
- Wotprošenje, драма в четырёх действиях, 1961;
- Dwě horšći pěska, роман, 1964;
- Nócny pacient, пьеса, 1966;
- Wotmołwa, драма в пяти действиях, 1973;
- Wuj Šmitka ze Sibirskeje, драма в пяти действиях, 1976;